# Ogrodniki (gmina Tuczna)
Ogrodniki – wieś w Polsce położona w województwie lubelskim, w powiecie bialskim, w gminie Tuczna.
W latach 1975–1998 miejscowość należała administracyjnie do województwa bialskopodlaskiego.
Wieś jest sołectwem w gminie Tuczna. Według Narodowego Spisu Powszechnego z roku 2011 wieś liczyła 212 mieszkańców.
Wierni Kościoła rzymskokatolickiego należą do parafii św. Anny w Tucznej. Wyznawcy prawosławia należą do parafii św. Anny w Międzylesiu.

## Części wsi
| SIMC    | Nazwa          | Rodzaj             |
| ------- | -------------- | ------------------ |
| 0021210 | Ogrodniki Duże | część miejscowości |
| 0021226 | Ogrodniki Małe | część miejscowości |
| 0021232 | Zdanówka       | część miejscowości |